# Dix-huitième district congressionnel du Texas
Le 18e district congressionnel du Texas comprend une grande partie du centre-ville de Houston et ses environs. C'est le district du centre-ville de Houston depuis 1972.
Le district a été représenté pour la première fois par Barbara Jordan, la première femme noire élue au Congrès dans le Sud, qui a été saluée par beaucoup pour sa présence puissante et ses talents oratoires. Elle a également été la première lesbienne à servir ce district. Le district a été représenté par Sylvester Turner de 2024 jusqu'à sa mort en 2025, lorsque le siège est devenu vacant.
Depuis que le district a été transféré à Houston en 1972, il a voté pour un Démocrate à chaque élection présidentielle. Le district a donné à George McGovern 69 % en 1972 et à Walter Mondale 72 % en 1984.

## Historique
| Année | Poste     | Résultats               |
| ----- | --------- | ----------------------- |
| 2000  | Président | Gore 70,0 % - 26,0 %    |
| 2004  | Président | Kerry 72,0 % - 28,0 %   |
| 2008  | Président | Obama 77,0 % - 22,0 %   |
| 2012  | Président | Obama 76,0 % - 23,0 %   |
| 2016  | Président | Clinton 76,0 % - 20,0 % |
| 2020  | Président | Biden 76,0 % - 23,0 %   |
| 2024  | Président | Harris 69,0 % - 26,0 %  |

## Liste des Représentants du district
| Membre                          | Parti       | Années                             | Congrès     | Histoire électorale |
| ------------------------------- | ----------- | ---------------------------------- | ----------- | --- |
| District établit le 4 mars 1919 |             |                                    |             | |
| J. Marvin Jones (en)            | Démocrate   | 4 mars 1919 - 20 novembre 1940     | 66e - 76e   | Redécoupage depuis le 13e district et réélu en 1918. Réélu en 1920. Réélu en 1922. Réélu en 1924. Réélu en 1926. Réélu en 1928. Réélu en 1930. Réélu en 1932. Réélu en 1934. Réélu en 1936. Réélu en 1938. Démissionne pour devenir Juge de la U.S. Court of Claims. |
| Vacant                          | Vacant      | 20 novembre 1940 - 3 janvier 1941  | 76e         | |
| Eugene Worley (en)              | Démocrate   | 3 janvier 1941 - 3 avril 1950      | 77e - 81e   | Élu en 1940. Réélu en 1942. Réélu en 1944. Réélu en 1946. Réélu en 1948. Démissionne pour devenir Juge de la U.S. Court of Customs and Patent Appeals. |
| Vacant                          | Vacant      | 3 avril 1950 - 6 mai 1950          | 81e         | |
| Ben H. Guill (en)               | Républicain | 6 mai 1950 - 3 janvier 1951        | 81e         | Élu pour terminer le mandat de Worley. Perd sa réélection. |
| Walter E. Rogers (en)           | Démocrate   | 3 janvier 1951 - 3 janvier 1967    | 82e - 89e   | Élu en 1950. Réélu en 1952. Réélu en 1954. Réélu en 1956. Réélu en 1958. Réélu en 1960. Réélu en 1962. Réélu en 1964. Retrait. |
| Bob Price (en)                  | Républicain | 3 janvier 1967 - 3 janvier 1973    | 90e - 92e   | Élu en 1966. Réélu en 1968. Réélu en 1970. Redécoupage vers le 13e district. |
| Barbara Jordan                  | Démocrate   | 3 janvier 1973 - 3 janvier 1979    | 93e - 95e   | Élu en 1972. Réélu en 1974. Réélu en 1976. Retrait. |
| Mickey Leland (en)              | Démocrate   | 3 janvier 1979 - 7 août 1989       | 96e - 101e  | Élu en 1978. Réélu en 1980. Réélu en 1982. Réélu en 1984. Réélu en 1986. Réélu en 1988. Décès. |
| Vacant                          | Vacant      | 7 août 1989 - 9 décembre 1989      | 101e        | |
| Craig Washington (en)           | Démocrate   | 9 décembre 1989 - 3 janvier 1995   | 101e - 103e | Élu pour terminer le mandat de Leland. Réélu en 1990. Réélu en 1992. Perd sa renomination. |
| Sheila Jackson Lee              | Démocrate   | 3 janvier 1995 - 19 juillet 2024   | 104e - 118e | Élue en 1994. Réélue en 1996. Réélue en 1998. Réélue en 2000. Réélue en 2002. Réélue en 2004. Réélue en 2006. Réélue en 2008. Réélue en 2010. Réélue en 2012. Réélue en 2016. Réélue en 2018. Réélue en 2020. Réélue en 2022. Décès.                                 |
| Vacant                          | Vacant      | 19 juillet 2024 - 12 novembre 2024 | 118e        | |
| Erica Lee Carter                | Démocrate   | 12 novembre 2024 - 3 janvier 2025  | 118e        | Élue pour terminer le mandat de Jackson Lee. N'est pas candidate pour un mandat complet. |
| Sylvester Turner                | Démocrate   | 3 janvier 2025 – 5 mars 2025       | 119e        | Élu en 2024. Décès. |
| Vacant                          | Vacant      | 5 mars 2025 – en cours             | 119e        | |

## Résultats des récentes élections
Voici les résultats des dix précédents cycles électoraux dans le district.

### 2004
| Élection de 2004 du 18e district congressionnel du Texas | Élection de 2004 du 18e district congressionnel du Texas | Élection de 2004 du 18e district congressionnel du Texas | Élection de 2004 du 18e district congressionnel du Texas | Élection de 2004 du 18e district congressionnel du Texas |
| -------------------------------------------------------- | -------------------------------------------------------- | -------------------------------------------------------- | -------------------------------------------------------- | -------------------------------------------------------- |
| Parti                                                    | Parti                                                    | Candidat                                                 | Votes                                                    | %                                                        |
|                                                          | Démocrate                                                | Sheila Jackson Lee (sortante)                            | 136 018                                                  | 88,9                                                     |
|                                                          | Indépendant                                              | Tom Bazan                                                | 9787                                                     | 6,4                                                      |
|                                                          | Libertarien                                              | Brent Sullivan                                           | 7183                                                     | 4,7                                                      |
| Total des votes                                          | Total des votes                                          | Total des votes                                          | 152 988                                                  | 100 %                                                    |
|                                                          | Les Démocrates conservent                                |                                                          |                                                          |                                                          |

### 2006
| Élection de 2006 du 18e district congressionnel du Texas | Élection de 2006 du 18e district congressionnel du Texas | Élection de 2006 du 18e district congressionnel du Texas | Élection de 2006 du 18e district congressionnel du Texas | Élection de 2006 du 18e district congressionnel du Texas |
| -------------------------------------------------------- | -------------------------------------------------------- | -------------------------------------------------------- | -------------------------------------------------------- | -------------------------------------------------------- |
| Parti                                                    | Parti                                                    | Candidat                                                 | Votes                                                    | %                                                        |
|                                                          | Démocrate                                                | Sheila Jackson Lee (sortante)                            | 65 936                                                   | 76,6                                                     |
|                                                          | Républicain                                              | Ahmad Hassan                                             | 16 448                                                   | 19,1                                                     |
|                                                          | Libertarien                                              | Patrick Warren                                           | 3667                                                     | 4,3                                                      |
| Total des votes                                          | Total des votes                                          | Total des votes                                          | 86 051                                                   | 100 %                                                    |
|                                                          | Les Démocrates conservent                                |                                                          |                                                          |                                                          |

### 2008
| Élection de 2008 du 18e district congressionnel du Texas | Élection de 2008 du 18e district congressionnel du Texas | Élection de 2008 du 18e district congressionnel du Texas | Élection de 2008 du 18e district congressionnel du Texas | Élection de 2008 du 18e district congressionnel du Texas |
| -------------------------------------------------------- | -------------------------------------------------------- | -------------------------------------------------------- | -------------------------------------------------------- | -------------------------------------------------------- |
| Parti                                                    | Parti                                                    | Candidat                                                 | Votes                                                    | %                                                        |
|                                                          | Démocrate                                                | Sheila Jackson Lee (sortante)                            | 148 617                                                  | 77,3                                                     |
|                                                          | Républicain                                              | John Faulk                                               | 39 095                                                   | 20,3                                                     |
|                                                          | Libertarien                                              | Mike Taylor                                              | 4486                                                     | 2,3                                                      |
| Total des votes                                          | Total des votes                                          | Total des votes                                          | 192 198                                                  | 100 %                                                    |
|                                                          | Les Démocrates conservent                                |                                                          |                                                          |                                                          |

### 2010
| Élection de 2010 du 18e district congressionnel du Texas | Élection de 2010 du 18e district congressionnel du Texas | Élection de 2010 du 18e district congressionnel du Texas | Élection de 2010 du 18e district congressionnel du Texas | Élection de 2010 du 18e district congressionnel du Texas |
| -------------------------------------------------------- | -------------------------------------------------------- | -------------------------------------------------------- | -------------------------------------------------------- | -------------------------------------------------------- |
| Parti                                                    | Parti                                                    | Candidat                                                 | Votes                                                    | %                                                        |
|                                                          | Démocrate                                                | Sheila Jackson Lee (sortante)                            | 85 108                                                   | 70,2                                                     |
|                                                          | Républicain                                              | John Faulk                                               | 33 067                                                   | 27,3                                                     |
|                                                          | Libertarien                                              | Mike Taylor                                              | 3118                                                     | 2,6                                                      |
|                                                          | Indépendant                                              | Tom Bazan                                                | 9787                                                     | 6,4                                                      |
|                                                          | Write-In                                                 | Charles Meyer                                            | 28                                                       | 0,0                                                      |
| Total des votes                                          | Total des votes                                          | Total des votes                                          | 121 321                                                  | 100 %                                                    |
|                                                          | Les Démocrates conservent                                |                                                          |                                                          |                                                          |

### 2012
| Élection de 2012 du 18e district congressionnel du Texas | Élection de 2012 du 18e district congressionnel du Texas | Élection de 2012 du 18e district congressionnel du Texas | Élection de 2012 du 18e district congressionnel du Texas | Élection de 2012 du 18e district congressionnel du Texas |
| -------------------------------------------------------- | -------------------------------------------------------- | -------------------------------------------------------- | -------------------------------------------------------- | -------------------------------------------------------- |
| Parti                                                    | Parti                                                    | Candidat                                                 | Votes                                                    | %                                                        |
|                                                          | Démocrate                                                | Sheila Jackson Lee (sortante)                            | 146 223                                                  | 75,0                                                     |
|                                                          | Républicain                                              | Sean Seibert                                             | 44 015                                                   | 22,6                                                     |
|                                                          | Libertarien                                              | Christopher Barber                                       | 4694                                                     | 2,4                                                      |
| Total des votes                                          | Total des votes                                          | Total des votes                                          | 194 932                                                  | 100 %                                                    |
|                                                          | Les Démocrates conservent                                |                                                          |                                                          |                                                          |

### 2014
| Élection de 2014 du 18e district congressionnel du Texas | Élection de 2014 du 18e district congressionnel du Texas | Élection de 2014 du 18e district congressionnel du Texas | Élection de 2014 du 18e district congressionnel du Texas | Élection de 2014 du 18e district congressionnel du Texas |
| -------------------------------------------------------- | -------------------------------------------------------- | -------------------------------------------------------- | -------------------------------------------------------- | -------------------------------------------------------- |
| Parti                                                    | Parti                                                    | Candidat                                                 | Votes                                                    | %                                                        |
|                                                          | Démocrate                                                | Sheila Jackson Lee (sortante)                            | 76 097                                                   | 71,8                                                     |
|                                                          | Républicain                                              | Sean Seibert                                             | 26 249                                                   | 24,8                                                     |
|                                                          | Indépendant                                              | Vince Duncan                                             | 2362                                                     | 2,2                                                      |
|                                                          | Vert                                                     | Remington Alessi                                         | 1302                                                     | 1,2                                                      |
| Total des votes                                          | Total des votes                                          | Total des votes                                          | 106 010                                                  | 100 %                                                    |
|                                                          | Les Démocrates conservent                                |                                                          |                                                          |                                                          |

### 2016
| Élection de 2016 du 18e district congressionnel du Texas | Élection de 2016 du 18e district congressionnel du Texas | Élection de 2016 du 18e district congressionnel du Texas | Élection de 2016 du 18e district congressionnel du Texas | Élection de 2016 du 18e district congressionnel du Texas |
| -------------------------------------------------------- | -------------------------------------------------------- | -------------------------------------------------------- | -------------------------------------------------------- | -------------------------------------------------------- |
| Parti                                                    | Parti                                                    | Candidat                                                 | Votes                                                    | %                                                        |
|                                                          | Démocrate                                                | Sheila Jackson Lee (sortante)                            | 150 157                                                  | 73,5                                                     |
|                                                          | Républicain                                              | Lori Bartley                                             | 48 306                                                   | 23,6                                                     |
|                                                          | Vert                                                     | Thomas Kleven                                            | 5845                                                     | 2,9                                                      |
| Total des votes                                          | Total des votes                                          | Total des votes                                          | 204 308                                                  | 100 %                                                    |
|                                                          | Les Démocrates conservent                                |                                                          |                                                          |                                                          |

### 2018
| Élection de 2018 du 18e district congressionnel du Texas | Élection de 2018 du 18e district congressionnel du Texas | Élection de 2018 du 18e district congressionnel du Texas | Élection de 2018 du 18e district congressionnel du Texas | Élection de 2018 du 18e district congressionnel du Texas |
| -------------------------------------------------------- | -------------------------------------------------------- | -------------------------------------------------------- | -------------------------------------------------------- | -------------------------------------------------------- |
| Parti                                                    | Parti                                                    | Candidat                                                 | Votes                                                    | %                                                        |
|                                                          | Démocrate                                                | Sheila Jackson Lee (sortante)                            | 138 704                                                  | 75,2                                                     |
|                                                          | Républicain                                              | Ava Pate                                                 | 38 368                                                   | 20,8                                                     |
|                                                          | Libertarien                                              | Luke Spencer                                             | 4067                                                     | 2,2                                                      |
|                                                          | Indépendant                                              | Vince Duncan                                             | 3193                                                     | 1,7                                                      |
| Total des votes                                          | Total des votes                                          | Total des votes                                          | 184 332                                                  | 100 %                                                    |
|                                                          | Les Démocrates conservent                                |                                                          |                                                          |                                                          |

### 2020
| Élection de 2020 du 18e district congressionnel du Texas | Élection de 2020 du 18e district congressionnel du Texas | Élection de 2020 du 18e district congressionnel du Texas | Élection de 2020 du 18e district congressionnel du Texas | Élection de 2020 du 18e district congressionnel du Texas |
| -------------------------------------------------------- | -------------------------------------------------------- | -------------------------------------------------------- | -------------------------------------------------------- | -------------------------------------------------------- |
| Parti                                                    | Parti                                                    | Candidat                                                 | Votes                                                    | %                                                        |
|                                                          | Démocrate                                                | Sheila Jackson Lee (sortante)                            | 180 952                                                  | 73,3                                                     |
|                                                          | Républicain                                              | Wendell Champion                                         | 58 033                                                   | 23,5                                                     |
|                                                          | Libertarien                                              | Luke Spencer                                             | 4514                                                     | 1,8                                                      |
|                                                          | Indépendant                                              | Vince Duncan                                             | 3396                                                     | 1,4                                                      |
| Total des votes                                          | Total des votes                                          | Total des votes                                          | 246 895                                                  | 100 %                                                    |
|                                                          | Les Démocrates conservent                                |                                                          |                                                          |                                                          |

### 2022
| Primaire Démocrate de 2022 du 18e district congressionnel du Texas | Primaire Démocrate de 2022 du 18e district congressionnel du Texas | Primaire Démocrate de 2022 du 18e district congressionnel du Texas | Primaire Démocrate de 2022 du 18e district congressionnel du Texas | Primaire Démocrate de 2022 du 18e district congressionnel du Texas |
| ------------------------------------------------------------------ | ------------------------------------------------------------------ | ------------------------------------------------------------------ | ------------------------------------------------------------------ | ------------------------------------------------------------------ |
| Parti                                                              | Parti                                                              | Candidat                                                           | Votes                                                              | %                                                                  |
|                                                                    | Démocrate                                                          | Sheila Jackson Lee (sortante)                                      | 35 194                                                             | 100%                                                               |

| Primaire Républicaine de 2022 du 18e district congressionnel du Texas | Primaire Républicaine de 2022 du 18e district congressionnel du Texas | Primaire Républicaine de 2022 du 18e district congressionnel du Texas | Primaire Républicaine de 2022 du 18e district congressionnel du Texas | Primaire Républicaine de 2022 du 18e district congressionnel du Texas |
| --------------------------------------------------------------------- | --------------------------------------------------------------------- | --------------------------------------------------------------------- | --------------------------------------------------------------------- | --------------------------------------------------------------------- |
| Parti                                                                 | Parti                                                                 | Candidat                                                              | Votes                                                                 | %                                                                     |
|                                                                       | Républicain                                                           | Carmen Maria Montiel                                                  | 11 087                                                                | 100%                                                                  |

| Primaire Libertarienne de 2022 du 18e district congressionnel du Texas | Primaire Libertarienne de 2022 du 18e district congressionnel du Texas | Primaire Libertarienne de 2022 du 18e district congressionnel du Texas | Primaire Libertarienne de 2022 du 18e district congressionnel du Texas | Primaire Libertarienne de 2022 du 18e district congressionnel du Texas |
| ---------------------------------------------------------------------- | ---------------------------------------------------------------------- | ---------------------------------------------------------------------- | ---------------------------------------------------------------------- | ---------------------------------------------------------------------- |
| Parti                                                                  | Parti                                                                  | Candidat                                                               | Votes                                                                  | %                                                                      |
|                                                                        | Libertarien                                                            | Phil Kurtz                                                             | 39                                                                     | 90,7                                                                   |
|                                                                        | Write-In                                                               | Write-In                                                               | 4                                                                      | 93                                                                     |

| Élection de 2022 du 18e district congressionnel du Texas | Élection de 2022 du 18e district congressionnel du Texas | Élection de 2022 du 18e district congressionnel du Texas | Élection de 2022 du 18e district congressionnel du Texas | Élection de 2022 du 18e district congressionnel du Texas |
| -------------------------------------------------------- | -------------------------------------------------------- | -------------------------------------------------------- | -------------------------------------------------------- | -------------------------------------------------------- |
| Parti                                                    | Parti                                                    | Candidat                                                 | Votes                                                    | %                                                        |
|                                                          | Démocrate                                                | Sheila Jackson Lee (sortante)                            | 110 511                                                  | 70,7                                                     |
|                                                          | Républicain                                              | Carmen Maria Montiel                                     | 40 941                                                   | 26,2                                                     |
|                                                          | Indépendant                                              | Vince Duncan                                             | 2766                                                     | 1,8                                                      |
|                                                          | Libertarien                                              | Phil Kurtz                                               | 2050                                                     | 1,3                                                      |
| Total des votes                                          | Total des votes                                          | Total des votes                                          | 156 268                                                  | 100 %                                                    |
|                                                          | Les Démocrates conservent                                |                                                          |                                                          |                                                          |

### 2024 (Spéciale)
| Élection Spéciale de 2024 du 18e district congressionnel du Texas | Élection Spéciale de 2024 du 18e district congressionnel du Texas | Élection Spéciale de 2024 du 18e district congressionnel du Texas | Élection Spéciale de 2024 du 18e district congressionnel du Texas | Élection Spéciale de 2024 du 18e district congressionnel du Texas |
| ----------------------------------------------------------------- | ----------------------------------------------------------------- | ----------------------------------------------------------------- | ----------------------------------------------------------------- | ----------------------------------------------------------------- |
| Parti                                                             | Parti                                                             | Candidat                                                          | Votes                                                             | %                                                                 |
|                                                                   | Démocrate                                                         | Erica Lee Carter                                                  | 117 777                                                           | 69,3                                                              |
|                                                                   | Républicain                                                       | Maria Dunn                                                        | 36 452                                                            | 21,4                                                              |
|                                                                   | Républicain                                                       | Kevin Dural                                                       | 15 740                                                            | 9,3                                                               |
| Total des votes                                                   | Total des votes                                                   | Total des votes                                                   | 169 969                                                           | 100 %                                                             |
|                                                                   | Les Démocrates conservent                                         |                                                                   |                                                                   |                                                                   |

### 2024 (Régulière)
| Élection Spéciale de 2024 du 18e district congressionnel du Texas | Élection Spéciale de 2024 du 18e district congressionnel du Texas | Élection Spéciale de 2024 du 18e district congressionnel du Texas | Élection Spéciale de 2024 du 18e district congressionnel du Texas | Élection Spéciale de 2024 du 18e district congressionnel du Texas |
| ----------------------------------------------------------------- | ----------------------------------------------------------------- | ----------------------------------------------------------------- | ----------------------------------------------------------------- | ----------------------------------------------------------------- |
| Parti                                                             | Parti                                                             | Candidat                                                          | Votes                                                             | %                                                                 |
|                                                                   | Démocrate                                                         | Sylvester Turner                                                  | 151 834                                                           | 69,4                                                              |
|                                                                   | Républicain                                                       | Lana Centonze                                                     | 66 810                                                            | 30,6                                                              |
|                                                                   | Indépendant                                                       | Vince Duncan                                                      | 62                                                                | 0,03                                                              |
|                                                                   | Indépendant                                                       | Kevin Dural                                                       | 14                                                                | 0,01                                                              |
| Total des votes                                                   | Total des votes                                                   | Total des votes                                                   | 218 720                                                           | 100 %                                                             |
|                                                                   | Les Démocrates conservent                                         |                                                                   |                                                                   |                                                                   |

## Dans la culture populaire
Dans le série télé The West Wing, le 18e district congressionnel est représenté par le candidat Démocrate fictif à la Présidentielle Matt Santos.

## Frontières historiques du district

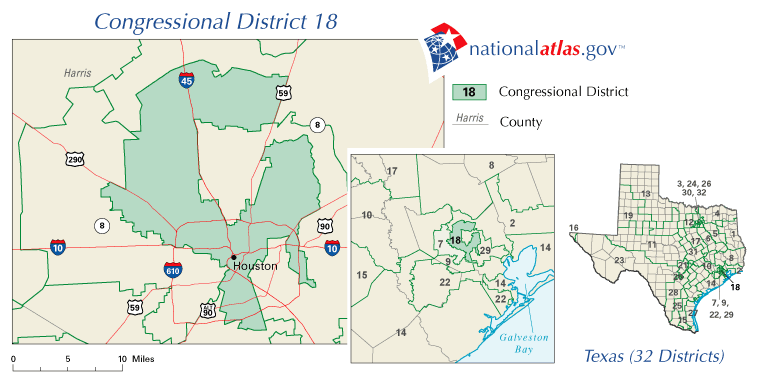
2007 - 2013